# ويليام هنري كارول
ويليام هنري كارول (بالإنجليزية: William Henry Carroll) هو عسكري أمريكي، ولد في 1810 في ناشفيل في الولايات المتحدة، وتوفي في 3 مايو 1868 في مونتريال في كندا.